# Forsthaus Altlenzburg

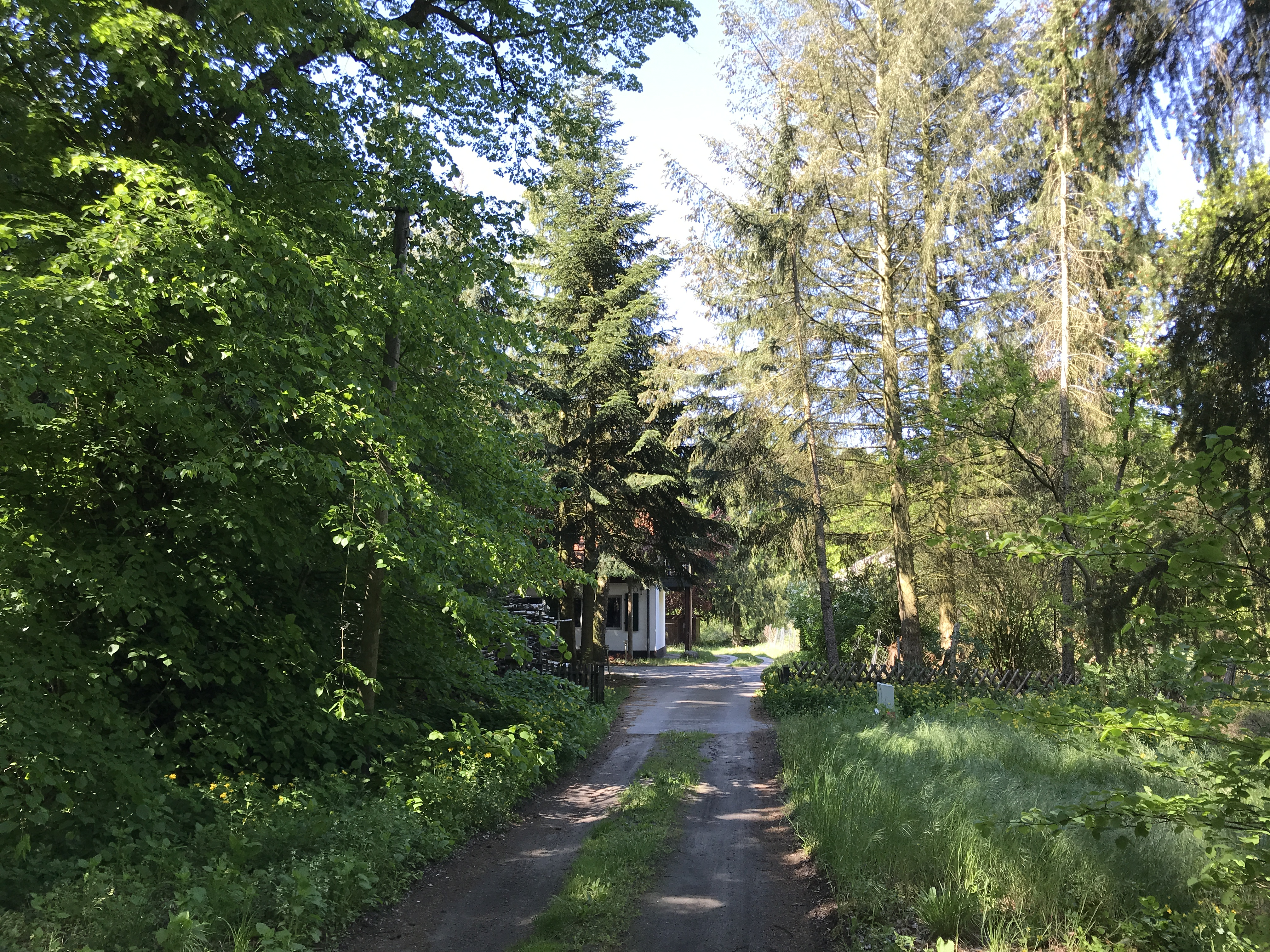
Forsthaus Altlenzburg

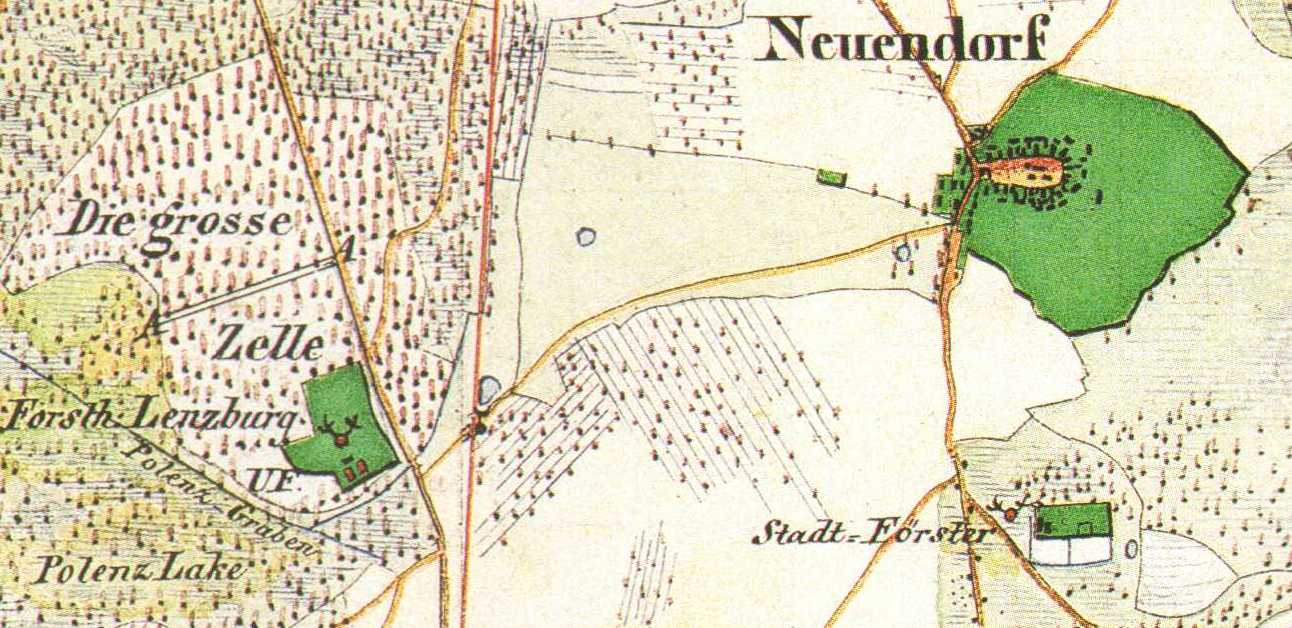
Die Forsthäuser Lenzburg (= heute Forsthaus Altlenzburg) und das städtische Forsthaus Stadt=Förster (= heute Forsthaus Lenzburg) auf dem Urmesstischblatt Nr. 3845 von 1841

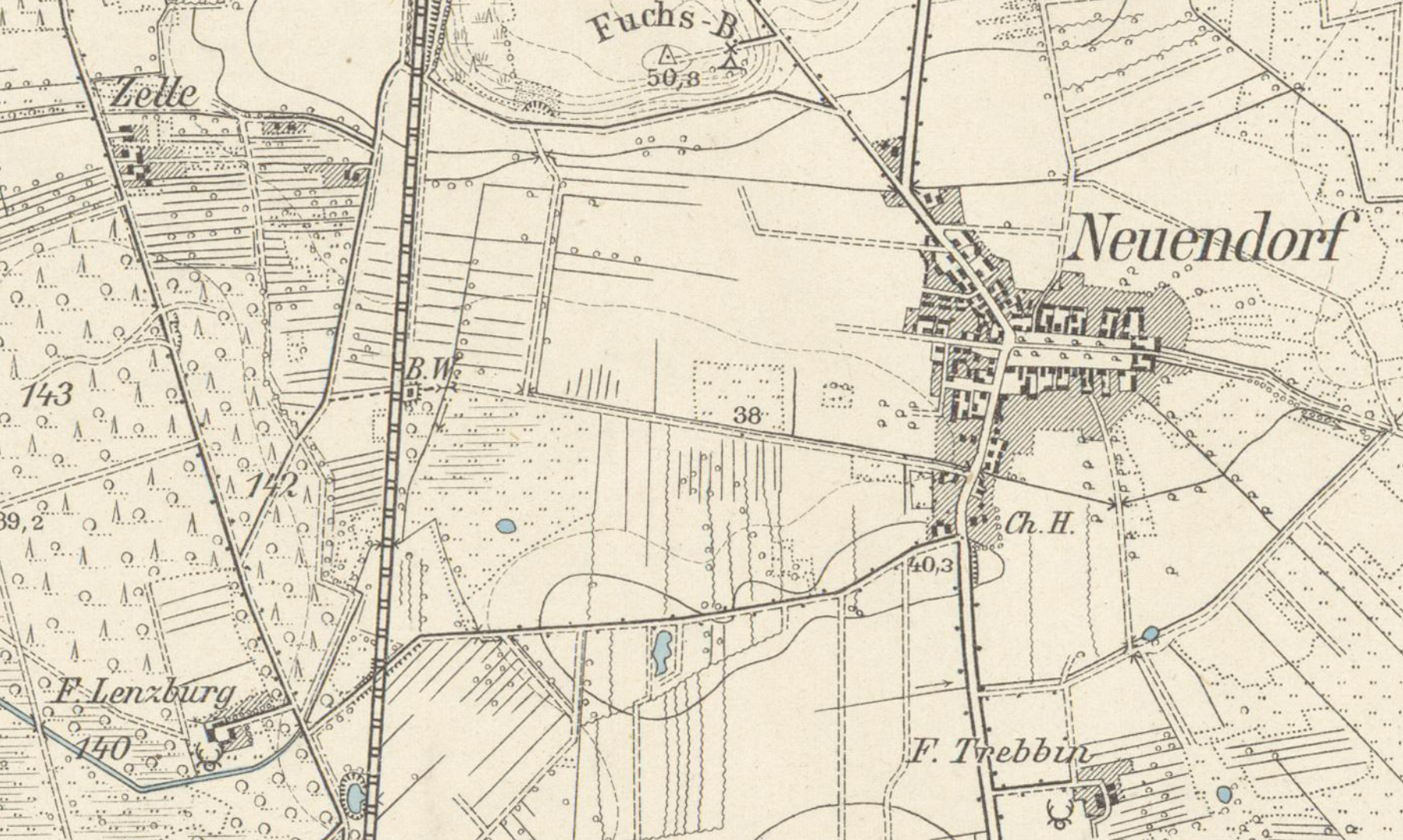
Die Forsthäuser Lenzburg (= Forsthaus Altlenzburg) und das Forsthaus Trebbin (= Forsthaus Lenzburg) auf dem Messtischblatt Nr. 3845 von 1902

Forsthaus Altlenzburg ist ein Wohnplatz im Ortsteil Wiesenhagen der Stadt Trebbin im Landkreis Teltow-Fläming (Brandenburg). Der Wohnplatz hieß bis vor dem Zweiten Weltkrieg Forsthaus Lenzburg und wurde um/vor 1950 in Forsthaus Alt-Lenzburg umbenannt, bevor er die heutige amtliche Schreibweise Forsthaus Altlenzburg bekam. Der ursprüngliche Name Forsthaus Lenzburg wurde nach 1950 verwirrenderweise auf ein benachbartes Forsthaus, das frühere Forsthaus Trebbin übertragen.

## Lage
Der Wohnplatz liegt etwa 1,5 km westsüdwestlich von Wiesenhagen (früher Neuendorf bei Trebbin) und damit im südlichen Teil des Stadtgebietes von Trebbin. Im Norden grenzt die Gemarkung Wiesenhagen an Kliestow und Klein Schulzendorf und im Nordosten an Lüdersdorf, jeweils weitere Ortsteile der Stadt Trebbin. Im Süden und Westen grenzt Wiesenhagen an die Gemarkung Schöneweide, einen Ortsteil der Gemeinde Nuthe-Urstromtal. Der Wohnplatz ist nur über Kliestow über die Alte Luckenwalder Straße und die Straße Ebelshof zu erreichen. Der Wohnplatz liegt auf knapp 39 m ü. NHN.

## Geschichte
In welchem Jahr das Forsthaus Lenzburg errichtet wurde, ließ sich bisher nicht ermitteln. 1811 wird es erstmals als Forstdienstetablissement Lenzburg oder Lentzburg erwähnt.

### Das alte Trebbiner Forsthaus
Nach Borgstede wohnte der Förster für das staatliche Forstrevier Trebbin um 1788 – also noch vor der Errichtung des Forsthauses Lenzburg – in Trebbin. Das Revier Trebbin hatte damals ein Größe von 2522 Morgen 69 Quadratruten und war in drei Reviere unterteilt: die Vorderheide, oder die große Zelle genannt, die Mittelheide oder der Hopfenwinkel und die Hinterheide oder tiefe Trift genannt. Es bestanden drei Holzablagen; das Holz wurde über die Nuthe abtransportiert (geflößt?).
1800 verwaltete ein Oberförster Daecke das Trebbiner Forstrevier. Es könnte noch derselbe Förster Daecke gewesen sein, über den sich das Schuhmachergewerk zu Trebbin 1771 wegen Entziehung der Borkennutzung beschwerte.
Ab 1803 verwaltete nun ein Förster Lenz das Forstrevier Trebbin, ebenso 1804. Auch dieser Förster wohnte noch in Trebbin. Wo in Trebbin sich nun dieses alte Forsthaus befand, ließ sich bisher nicht ermitteln. Während der Dienstzeit dieses Försters Lenz wurde das Forsthaus Lenzburg erbaut, und nach ihm ist es mutmaßlich auch benannt.

### Das Forsthaus Lenzburg
1811 existierte das Forsthaus Lenzburg, wie bereits erwähnt. 1813 wurden die Kriegsschäden festgestellt, die das Forsthaus Lenzburg in den Napoleonischen Kriegen beim Vormarsch der Armée de Berlin erlitten hatte. Am 21. August 1813 siegte in einem Gefecht bei Trebbin das französische Korps Oudinot gegen die preußische Brigade von August von Thümen, die sich nach Norden zurückziehen musste. Am 23. August 1813 kam es zur Schlacht bei Großbeeren, die mit einem Sieg der preußisch-russisch-schwedischen Koalitionstruppen und dem Rückzug der französischen Truppen endete.
Das Ortschafts=Verzeichniß des Regierungs=Bezirks Potsdam nach der neuesten Kreiseintheilung vom Jahre 1817 erwähnt das Forsthaus, jedoch ohne nähere Angaben. Das Forsthaus Lenzburg war damals kommunalrechtlich dem Amt Trebbin unterstellt. Zwischen 1817 und 1819 verschwindet auch die Bezeichnung Forstrevier Trebbin zugunsten der neuen Bezeichnung Forstrevier Scharfenbrück. Bis 1817 war das Forsthaus Lenzburg auch Sitz des Forstrevierverwalters Märker des Forstreviers Trebbin kurz vor dem Umzug des Oberförstereisitzes nach Scharfenbrück (Forstrevierverwalter Oberförster Märker in Scharfenbrück, vorläufig noch in Lenzburg).
Auch die Topographisch-statistische Uebersicht des Regierungs-Bezirks Potsdam von 1841 gibt leider keine näheren Informationen. Das Forsthaus Lenzburg gehörte nun aber kommunalrechtlich zum Amt Zossen. 1822 war das Amt Trebbin mit dem Amt Zossen vereinigt worden. 1858 gehörten der Schutzbezirk Lenzburg und das Forsthaus Lenzburg zum Gutsbezirk Forstrevier Scharfenbrück Antheil. Das Förstereigehöft bestand aus einem Wohngebäude, drei Wirtschaftsgebäuden und hatte 10 Bewohner. Das Dienstland bestand aus einem Morgen Gehöft, einem Morgen Garten, 16 Morgen Acker und 37 Morgen Wiese. Der Schutzbezirk Lenzburg umfasste 3007 Morgen Wald.
1871 gehörte das Forsthaus Lenzburg weiterhin zum Gutsbezirk Forstrevier Scharfenbrück, der zum Teil im Kreis Teltow, zum Teil im Kreis Jüterbog-Luckenwalde lag. Der Wohnplatz bestand aus einem Wohnhaus mit 9 Bewohnern. 1879 wurde das Scharfenbrücker Forstrevier in Forstrevier Woltersdorf umbenannt. In der Literatur wurde nun auch der Gutsbezirk in Gutsbezirk Woltersdorfer Forst umbenannt, obwohl die offizielle Umbenennung erst 1903 erfolgte. Nach den Gemeindelexika von 1888 und 1898 gehörte das Forsthaus Lenzburg 1885 nun zum Gutsbezirk Woltersdorfer Forst, ebenso 1895. Die Einwohnerzahl lag 1885 bei 11 Personen, 1895 bei fünf Personen.
1903 wurde der im Kreis Teltow gelegene Anteil des Gutsbezirks Scharfenbrücker Forst in Gutsbezirk Lenzburger Forst umbenannt. Nach dem Adressbuch von 1927 gehörten nur die Forsthäuser Birkhorst und Lenzburg sowie deren Schutzbezirke zu diesem Gutsbezirk, der 1927 insgesamt nur 11 Einwohner hatte, aber eine Fläche von 960 ha. 1929 gehörten zum Forsthaus noch 0,4430 ha Garten, 3,5800 ha Acker und 12,1380 ha Wiese als Dienstländereien. 1929 wurde dieser Gutsbezirk aufgelöst und zum größten Teil an den weiterhin bestehenden Gutsbezirk Kummersdorf Forst angeschlossen. Die beiden Forsthäuser Birkhorst und Lenzburg wurden in die damalige Gemeinde Neuendorf bei Trebbin eingemeindet. Die Gemeinde Neuendorf bei Trebbin wurde 1938 in Wiesenhagen umbenannt.

### Forsthaus Altlenzburg
Nach dem Zweiten Weltkrieg wurde das Forsthaus Lenzburg zunächst in Forsthaus Alt-Lenzburg umbenannt; das Forsthaus Trebbin, etwas weiter östlich gelegen, wurde in Forsthaus Neu-Lenzburg umbenannt. Zu einem späteren, nicht genau bekannten Zeitpunkt fiel die Silbe Neu- bei letzterem Forsthaus weg, und das ehemalige Forsthaus Trebbin wurde nun Forsthaus Lenzburg genannt. Der Name Forsthaus Lenzburg war nun um etwa 1,5 km nach Ostsüdosten gewandert. Wann nun die Schreibweise Forsthaus Alt-Lenzburg in Forsthaus Altlenzburg geändert wurde, ließ sich nicht ermitteln. Der Straßenname wird laut BrandenburgViewer weiterhin Alt Lenzburg geschrieben. Der Straßenname zum heutigen Forsthaus Lenzburg lautet dagegen Schubertsweg.
Die Gemeinde Wiesenhagen schloss sich 1992 mit 11 anderen Gemeinden und der Stadt Trebbin zum Amt Trebbin zusammen. 1997 wurde Wiesenhagen in die Stadt Trebbin eingemeindet und ist seither ein Ortsteil der Stadt Trebbin. Das Forsthaus Altlenzburg hat den Status eines Wohnplatzes im Ortsteil Wiesenhagen.
Das Forsthaus ist heute in Privatbesitz.

## Stellung in der Hierarchie der Forstverwaltung
1804 gehörte die staatliche Oberförsterei Trebbin zum I. District der Forstverwaltung und stand unter der Aufsicht von Forstmeister Schultze in Potsdam. Mit der Einführung der hierarchischen Forstverwaltung in der Provinz Brandenburg 1817 wurde das Trebbiner Revier der Forstinspektion Zinna zugewiesen. Das Forsthaus Lenzburg war damals Unterförsterei. Nach einer ersten Revision der Forstverwaltung 1819 kamen das Forsthaus Lenzburg und sein Schutzbezirk zur Oberförsterei Scharfenbrück in der Forstinspektion Luckenwalde. Bereits 1827 wurde die Forstinspektion Luckenwalde wieder aufgegeben, und die Oberförsterei Scharfenbrück kam unter die Aufsicht der 1. Forstinspektion in Potsdam. Im Urmesstischblatt 3845 Woltersdorf von 1841 steht unter dem Namen Forsth. Lenzburg noch der Vermerk U.F. = Unterförsterei. Die Bezeichnung Unterförsterei wurde in den folgenden Jahren zugunsten der Bezeichnung Försterei Lenzburg aufgegeben. Vom 1. Juni 1864 ab unterstand die Oberförsterei Scharfenbrück der Forstinspektion Potsdam-Beelitz. Der Sitz der Oberförsterei Scharfenbrück war schon 1854 im Forsthaus in Woltersdorf. 1879 erfolgte schließlich auch die Umbenennung in Oberförsterei Woltersdorf.
Zum 1. Oktober 1932 wurde die Oberförsterei Woltersdorf aufgelöst. Die meisten der der Oberförsterei Woltersdorf unterstellten Förstereien wurden der Oberförsterei Zinna überwiesen. Die Förstereien Birkhorst und Lenzburg wurden dagegen der Oberförsterei Kummersdorf unterstellt.
Nach dem Historischen Ortslexikon gehörte das Forsthaus Lenzburg 1973 zur Oberförsterei Trebbin. Es ist nicht ganz klar, welches der beiden Forsthäuser mit dem Namen „Lenzburg“ nun gemeint ist; der Eintrag steht unter dem alten Forsthaus Lenzburg (= Forsthaus Altlenzburg). Bisher ließ sich auch nicht ermitteln, wann diese neue Oberförsterei Trebbin geschaffen wurde und welchen Umfang sie hatte. Auch ist nicht bekannt, wann die Försterei Altlenzburg aufgegeben wurde.

## Liste der Förster
- 1803 und 1804 Förster Lenz
- bis 1822 (†) Unterförster Hornickel[27]
- 1822 bis 1836 Förster Schlieben,[27] wurde von Wilddieben getötet[28]
- 1837 bis 30. Juni 1862 (Pensionierung) Förster Dalchow, war vorher in der Försterei Luckenwalde/Klosterwalde (Oberförsterei Zossen/Kummersdorf)[29][30][31]
- 1. Juli 1862 bis (1886) Förster Behrends/Behrendt, vorher Jäger, wurde zunächst als Forstaufseher angestellt,[31] wurde 1864 zum Förster befördert[32][33][34][35] er erhielt 1886 das Allgemeine Ehrenzeichen[36]
- ab 1. Januar 1886 Förster Emil Balke (* 22. Oktober 1842 im Forsthaus Wucker (Oberförsterei Reiersdorf), † 23. August 1893), er war vorher in der Försterei Krummenluch (Oberförsterei Friedersdorf)[37]
- ab 1. Dezember 1893 bis 31. Oktober 1900 Förster August Klietz (* 13. Februar 1853 in Niederlübbichow)[38] war vorher in der Försterei Seddin (Oberförsterei Kunersdorf)[39] wurde in die Försterei Basdorf (Oberförsterei Neuglienicke) versetzt[40]
- 1. November 1900 bis (1906) Förster August Wolff (* 15. Oktober 1860 in Neuruppin)[41] er war vorher in der Försterei Basdorf (Oberförsterei Neuglienicke)[40]
- 1927 bis 30. September 1929 Theodor Werwach (* 25. Juli 1864 in Kremmen, † 1932),[42][43] Staats-Revierförster[17] wurde zum 1. Oktober 1902 zum Königlichen Förster ernannt und erhielt die Försterei Krams (Oberförsterei Himmelpfort/Alt Placht),[44] 1903 in die Försterei Prötze (Oberförsterei Groß Schönebeck) versetzt[45]
- zum 1. Oktober 1929 war die Stelle neu zu besetzen[18]
- (nachfolgende Förster nicht bekannt)